# 182
| Calendário gregoriano                                                        | 182 CLXXXII                     |
| Ab urbe condita                                                              | 935                             |
| Calendário arménio                                                           | -370 – -369                     |
| Calendário bahá'í                                                            | -1662 – -1661                   |
| Calendário budista                                                           | 726                             |
| Calendário chinês                                                            | 2878 – 2879                     |
| Calendário copta                                                             | -102 – -101                     |
| Calendário etíope                                                            | 174 – 175                       |
| Calendários hindus - Vikram Samvat - Calendário nacional indiano - Cáli Iuga | 237 – 238 103 – 104 3282 – 3283 |
| Calendário Holoceno                                                          | 10182                           |
| Calendário islâmico                                                          | 454 BH – 453 BH                 |
| Calendário judaico                                                           | 3942 – 3943                     |
| Calendário persa                                                             | 440 BP – 439 BP                 |
| Calendário rúnico                                                            | 432                             |
| Calendário solar tailandês                                                   | 725                             |

182 (CLXXXII na numeração romana) foi um ano comum do século II do Calendário Juliano, da Era de Cristo, a sua letra dominical foi G (52 semanas), teve início e término numa segunda-feira
| Ano completo                         |
| ------------------------------------ |
| Ano comum com início à segunda-feira |